# HOTOL
HOTOLとは、1980年代にイギリスが開発していたスペースプレーンである。人工衛星や宇宙ステーションへの物資の輸送などに利用することを目的としていた。1985年から研究が開始されたが、2年後の1988年に、膨大な経費と技術的な問題点があるため、計画中止となった。

## 概要
計画では、水平に離着陸可能な単段式スペースプレーンを実現する構想であり、HOTOLという名も水平離着陸の頭文字（HOrizontal Take-Off and Landing）からとったものである。
その後ふたたび開発が再開され、HOTOLよりも開発経費を抑えることを狙って、An-225輸送機を発進時の母機に使用する小型のHOTOL2が提案されたが、1990年代にまたもや開発中止となった。
単段式宇宙輸送機 (SSTO) として設計された再使用型有翼宇宙船でスワローと呼ばれた（民営化前の）ロールスロイスによって開発されるRB545空気吸い込み式エンジンを搭載する予定だった。
エンジンは液体水素と液体酸素を推進剤とする設計だったが、大気圏内では超音速で空気を吸い込んで酸化剤として燃焼するので搭載する液体酸素の量を大幅に減らすことが期待できた。
通常のロケットの離陸重量の大半は推進剤だったのでHOTOLは通常の純粋なロケットよりも小型でDC-9/MD-80と同じくらいの機体に出来ると考えられた。しかしながら類似の製造技術で製造されたロケットと比較して大きな優位性が無く、実現には多くの資金が必要だった。

## 機体の詳細
HOTOLは全長63m、全高12.8m、直径7mで全幅28.3mの予定だった。 無人の機体で7から8トンのペイロードを高度300 kmの軌道に投入する能力を有する予定だった。離陸は滑走路から大型の補助ロケットでラムジェットエンジンが駆動する速度まで加速する構造だった。高度26–32 kmでジェット推進から純粋なロケット推進に切り替え、その時点で速度はマッハ5から7に達する。軌道に到達後、HOTOLは大気圏に再突入して滑空して既存の（最短、約1500m規模の）滑走路に着陸する。HOTOLは完全自動無人飛行するように設計されたが、後にパイロットが搭乗する案が復活した。内蔵された降着装置完全に燃料を搭載した状態での機体を保持する為には小さすぎたので緊急着陸時には燃料を投棄する必要があった。

## 開発
開発は政府の予算で1986年に始まった。設計チームはロールスロイス社とブリティッシュ・エアロスペース社の共同作業でJohn ScottとDr Bob Parkinsonが率いた。同時期、アメリカでX-30スクラムジェット機の計画が発表された。

### 開発中に見つかった問題
開発中に後部に設置された比較的重たいエンジンによって推進剤の消費が進むにつれ重心が後部へ移動することがわかった。
これは機体の抗力中心が後部へ移動することになり、機体が不安定になる事を意味した。
ペイロードの打ち上げ費用に応じるには機体の再設計が必要だったが経済性は不明だった。特にいくつかの分析の結果では類似の技術を純粋なロケットに適用した場合、より少ない費用でより良い性能を出す事が示された。

### 計画中止
1988年、政府はさらなる予算を撤回した事により計画は設計段階で終了したが計画はまだ投機的で空力問題と運用上の不利な点が付きまとっていた。

## その後の計画
より廉価に再設計されたInterim HOTOLまたはHOTOL 2を改造されたAn-225輸送機の機上から発射する案が1991年にBAEから提案されたがこれも却下された。Interim HOTOLは空気吸い込み式エンジンサイクルと従来の液体水素と液体酸素を使用する設計だった。
アラン・ボンドはリアクション・エンジンズ社を設立してHOTOLの問題の大半を解決したスカイロンの作業を行っている。